# Кецман
Кецман је српско презиме које се најчешће среће у Босанској Крајини на планини Грмеч (околина Босанског Петровца).
Скоро све породице Кецман славе светог Вартоломеја, 24. јуна.

## Особе
- Душан Кецман
- Јово Кецман
- Момир Кецман
- Оливера Кецман
- Перо Кецман